# Ламборгини: Човек који је створио легенду
Ламборгини: Човек који је створио легенду (енгл. Lamborghini: The Man Behind the Legend) је амерички биографски филм из 2022. године у режији и по сценарију Роберта Мореска. Темељи се на роману роману Ферућио Ламборгини: Званична прича Тонина Ламборгинија, док главне улоге тумаче Френк Грило, Мира Сорвино и Гејбријел Берн. Прати живот Ферућија Ламборгинија.
Приказан је 18. новембра 2022. године у САД, односно у Србији.

## Радња
Прати Ферућија Ламборгинија и оцртава дуг живот славног предузетника од производње трактора на почетку његове каријере, преко производње војних возила током Другог светског рата, а затим на пројектовање и производњу легендарних луксузних спортских аутомобила Lamborghini који су у коначници дефинисали његову заоставштину. Један од најбогатијих људи у Италији, Ламборгини је имао другачији аутомобил за сваки дан у недељи и био је познат по својој љубави према стилу живота славних.

## Улоге
| Глумац         | Улога              |
| -------------- | ------------------ |
| Френк Грило    | Ферућио Ламборгини |
| Мира Сорвино   | Анита              |
| Гејбријел Берн | Енцо Ферари        |